# Povh
Povh je priimek več znanih Slovencev:
- Bogdan Povh (1932—2024), fizik, direktor Inštituta Max Planck v Heidelbergu in akademik
- Dušan Povh (1921—2000), filmski režiser, montažer, scenarist, karikaturist
- Dušan Povh (*1935), elektrotehnik (Nemčija, prof. tudi na EF v Ljubljani)
- Janez Povh (*1973), matematik, informatik
- Jožko Povh (1897—1983), industrialec
- Ksenja Povh (*1987), nogometašica
- Majda Povh (1925—2021), filmska delavka
- Peter Povh, TV-režiser (um. zgod.?)
- Teja Koler Povh, bibliotekarka knjižnice FGG
- Vekoslav Povh (1897—1975), gospodarstvenik